# Stedelijk sportstadion Jules Matthijs
Het Stedelijk sportstadion Jules Matthijs is een stadion in de Belgische stad Zottegem in de wijk Bevegem vlak bij het stedelijk sportcentrum Bevegemse Vijvers en het Domein Breivelde. Het stadion, dat tot 2018 als thuisbasis diende voor KSV Sottegem, heeft een capaciteit van 7.000 plaatsen, waarvan 900 zitplaatsen. Sinds 2019 dient het stadion als thuisbasis van Jong Bevegem.
Het huidige stadion heeft één atletiekpiste van 400 m (voor Zottegem Atletiek); 6 tennisterreinen en 4 padelterreinen van Tennis & Padel TC Zottegem; 3 voetbalvelden en 2 petanqueterreinen. Het werd genoemd naar de Zottegemse oud-burgemeester Jules Matthijs, onder wiens burgemeesterschap de bouw van het stadion in 1970 voltooid werd. Op het veld in het stadion traint ook de Rugby Club Zottegem.
In 2021 raakte bekend dat de tribune zou worden afgebroken en het stadioncomplex zou worden omgebouwd tot sport- en recreatiecomplex . Na buurtprotest trokken het bowlingbedrijf en het sportmedisch centrum zich terug als investeerder. In 2023 werd daarop een aangepast plan voorgesteld voor een sportcomplex (met EWB-turnzaal, polyvalente zaal (pilates, yoga,...), beachvolleyterrein, kubbveldjes en calisthenicszone), dat in 2025 werd vergund. . Er werd in 2024 ook een tartan atletiekpiste aangelegd en een rugbyterrein .